# Kayentatherium
Kayentatherium es un género de sinápsidos tritilodóntidos. Es uno de los tres tritilodóntidos hallados en la formación Kayenta al noreste de Arizona, Estados Unidos.

## Description

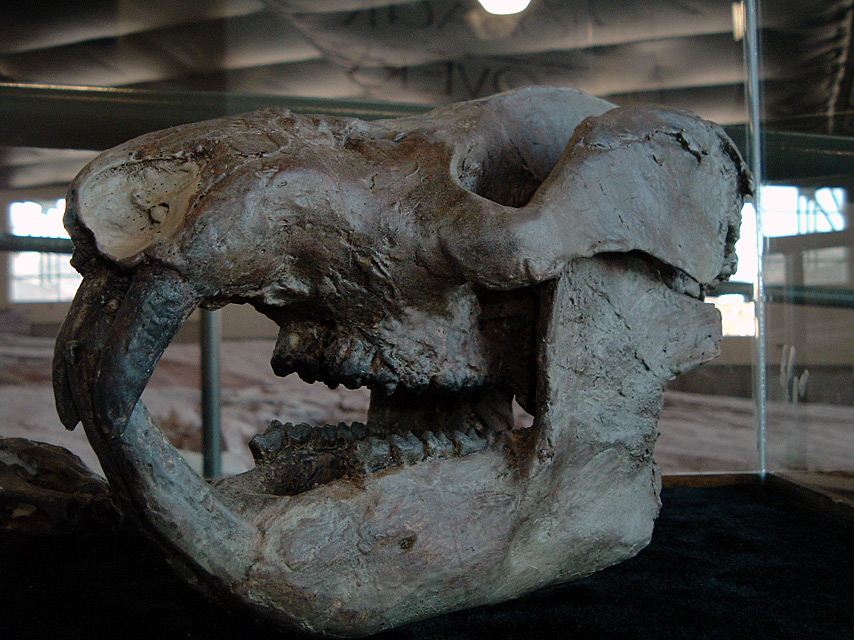
Cráneo de Kayentatherium

Kayentatherium significa «bestia de Kayenta (formación)», y su nombre proviene de la formación geológica donde fue descubierto. Kayentatherium se conoce a partir de varios especímenes. Tenía un cráneo de aproximadamente 10 cm de longitud. La especie K. wellesi fue denominada en honor al paleontólogo Samuel Welles, quien trabajó para el Museo de paleontología de la Universidad de California, en muchos de los primeros trabajos paleontológicos en la formación Kayenta.